# مدیریت تحقیق و توسعه
مدیریت تحتو رشته طراحی و هدایت فرایندهای تحتو، مدیریت سازمان‌های تحتو و حصول اطمینان از انتقال هموار دانش و فناوری نو به گروه‌های دیگر یا بخش‌های درگیر در نوآوری است.

## تعاریف
مدیریت تحتو را می‌توان جایی تعریف کرد که در آن وظایف مدیریت نوآوری (یعنی ایجاد و تجاری سازی اختراعات) با وظایف مدیریت تکنولوژی (یعنی ایجاد و حفظ فناوری داخلی و بیرونی) برخورد می‌کند. این رشته فعالیت‌هایی مانند تحقیقات اولیه، تحقیقات بنیادی، توسعهٔ فناوری، توسعهٔ پیشرفته، توسعهٔ مفهوم، توسعهٔ محصول جدید، توسعهٔ فرایند، پیش نمونه سازی، مدیریت سبد سهام تحتو، انتقال فناوری و غیره است، اما به‌طور کلی شامل گواهی دادن فناوری، مدیریت نوآوری، مدیریت مالکیت فکری، شرکت خطرپذیر، انکوباسیون نیست چرا که اینها فعالیت‌هایی مستقل هستند که می‌توانند بدون حضور تحتو در یک شرکت به کار خود ادامه دهند.

## مدل‌های مدیریت
مدل‌های مدیریتی اندکی برای تحتو وجود دارد. در میان معروف ترهایشان مدیریت نسل سوم تحتو آرتور د. لیتل،توسعهٔ قیفی و مدل مرحله-دروازه مشاهده می‌شود. تمام این مدل‌ها روی بهبود عملکرد تحتو و بهره‌وری نتایج، مدیریت تحتو به عنوان یک فرایند و ارائه عملگر تحتو با محیطی که در آن فناوری ذاتی و عدم قطعیت بازار بتواند مدیریت شود، تمرکز دارند.
مسیر توسعه محصولات جدید موفق تحقیقی مشترک توسط دانشگاه MIT و McKinsey & Co به سه شیوه کلیدی که می‌تواند نقش مهمی در مدیریت تحتو بازی کند اشاره می‌کند: صحبت کردن با مشتری، پرورش یک فرهنگ پروژه، تمرکز روی آن.

## ابزار مدیریت تحتو
- مهندسی همزمان
- تریز (خلاقیت شناسی)
- صدای مشتری
- مدل مرحله-دروازه، PACE
- هوش فناوری

## انجمن‌ها و جوامع
مجلات:
- مجله R&D Management
- Technovation

انجمن‌ها و جوامع
- RADMA، یک جامعه مدیریت تحتو در انگلستان
- IAMOT، انجمن بین‌المللی مدیریت تکنولوژی
- تحتو و نوآوری در چین